# Irma Poma Canchumani
Irma Luz Poma Canchumani (Junín, 12 de agosto de 1969) es una artista tradicional peruana del mate burilado y defensora ambiental. Ha sido galardonada  como "Personalidad Meritoria de la Cultura" por el Ministerio de Cultura del Perú y ha recibido el Reconocimiento de Excelencia por la UNESCO, para la Artesanía de la Región Andina.

## Biografía
Es hija de Agustín Poma y Angélica Canchumani, promotores de la memoria colectiva del Valle del Mantaro en Cochas Grande, centro poblado ubicado a unos kilómetros de Huancayo que mantiene la tradición del arte burilado desde principios de siglo XX. Sus padres, dos buriladores con tendencias y técnicas distintas, recrearon secuencias de narraciones visuales en espiral, las cuales se leen mientras se gira lentamente la pieza. Las temáticas abordadas se enfocaban en costumbres como la “limpia” con el cuy, el matrimonio, la construcción de la casa, las prácticas textiles, la siembra, los nacimientos o las enfermedades. De esa manera, Irma ha estado vinculada al mate burilado desde su infancia, mostrando un gran interés por los temas míticos, festivos e históricos por medio de su trazo, preservando el estilo familiar, pero conduciéndose también a través de sus propias investigaciones. Así, cada año, Irma se ha propuesto realizar un nuevo tema para plasmarlo en sus mates. Por ejemplo, en 2005, a propósito del cuatricentenario de la obra Don Quijote de la Mancha, Irma gana el primer lugar de un concurso organizado el Ministerio de Educación y el Museo de la Nación para lo cual tuvo que leer más de cinco veces el libro de Miguel de Cervantes Saavedra, para entenderlo y poder hacer los dibujos.
Irma Poma afirma que el mate burilado es su vida porque puede trasmitir la existencia de su comunidad. Señala que la cultura no se debe perder: "con mis piezas, perpetúo la cultura de mi país, y quiero que todo el mundo se entere de donde vivimos, de donde comemos".
Como ecologista, ha participado en foros internacionales y es parte del equipo de trabajo de la iniciativa multimedia dirigida por personas indígenas Conversations with the Earth: indigenous voices on climate change. Como parte de su colaboración con esta organización, en 2012 Irma Poma expuso sus obras en la exposición Conversations with the Earth : Indigenous Voices on Climate Change en el Museo Nacional de los Indios Americanos, en Washington D. C.

## Reconocimientos
A los 14 años, logró su primer galardón en el concurso de la ONG Minka de Huancayo, con un mate que plasmaba la siembra y cosecha de trigo. En el 2005, obtuvo el primer lugar en un concurso organizado por el Ministerio de Educación y el Museo de la Nación con motivo del cuatricentenario de la obra Don Quijote de la Mancha. Asimismo, ha sido condecorada como "Personalidad Meritoria de la Cultura" por el Ministerio de Cultura en el 2012 y ha recibido el Reconocimiento de Excelencia UNESCO para la Artesanía de la Región Andina en el 2014. También ganó un concurso del Smithsonian Institute, con un homenaje a la pachamama.
Su obra se encuentra distribuida en colecciones en los Estados Unidos, Inglaterra, Suiza, Suecia, India, Japón y en Sudáfrica.

## Obras destacadas
Entre sus trabajos más reconocidos, están:
- "Nuestra Ave Fénix", pieza exhibida en la Municipalidad de Lima en el 2017.[7]
- Mate burilado que resume en 38 escenas los primeros 54 capítulos de Don Quijote de la Mancha, ganadora del concurso convocado por el Ministerio de Educación y el Museo de la Nación del Perú por el cuatricentenario de la emblemática obra en el 2005.